# Pete Myers
Peter Eddie Myers, detto Pete (Mobile, 15 settembre 1963), è un ex cestista e allenatore di pallacanestro statunitense, professionista nella NBA, in Spagna e in Italia.

## Carriera
È stato selezionato dai Chicago Bulls al sesto giro del Draft NBA 1986 (120ª scelta assoluta).

## Palmarès
- All-CBA Second Team (1988)